# Sidi Azzouz
Sidi Azzouz (en àrab سيدي عزوز, Sīdī ʿAzzūz; en amazic ⵙⵍⴼⴰⵜ) és una comuna rural de la província de Sidi Kacem, a la regió de Rabat-Salé-Kenitra, al Marroc. Segons el cens de 2014 tenia una població total de 14.356 persones.